# Trichonotus filamentosus
Trichonotus filamentosus és una espècie de peix de la família dels triconòtids i de l'ordre dels perciformes.

## Descripció
- Fa 15 cm de llargària màxima.[7]
- 43-44 radis tous a l'aleta dorsal.
- Presenta un punt de color negre al cap.
- Els mascles manquen de filaments dorsals, però, en canvi, tenen un radi allargat i estès a les aletes ventrals.[8][9]

## Alimentació
Menja zooplàncton.

## Hàbitat i distribució geogràfica
És un peix marí, associat als esculls i de clima temperat, el qual viu als fons sorrencs i d'aigües poc fondes del Japó, la Xina i les illes Chesterfield.

## Observacions
És inofensiu per als humans.